# القانون المسعودي
القانون المسعودي هو أحد المؤلفات الكبرى في علم الفلك والأرصاد التي ظهرت في القرن الخامس الهجري / الحادي عشر الميلادي. وقد أهداه مؤلفه أبو الريحان البيروني إلى السلطان مسعود بن محمود الغزنوي. والكتاب يعتني بكل ما توصل إليه العلماء في الحضارات السابقة وكذلك المعاصرون له مع نقد مطلع وتفنيد الآراء دون تحيز أو محاباة.

## منهج الكتاب
وقد انتهج البيروني منهجا خاصا هو ألا يأخذ النظريات والأرصاد قضية مسلما بها بل ناقش البراهين والأدلة وأضاف إليها من علمه وأعاد الأرصاد أكثر من مرة لكي يتأكد من صحة النتائج التي ذكرها في كتابه. فيقول البيروني: «ولم أسلك فيه مسلك من تقدمني من أفاضل المجتهدين من طالع أعمالهم واستعمل زيجاتهم على مطايا الترديد إلى قضايا التقليد باقتصارهم على الأوضاع الزيجية وتعميتهم خير ما زاولوه من عمل وطيهم عنهم كيفية ما أصابوه من أصل حتى أحوجوا المتأخر عنهم في بعضها إلى استئناف التعليل وفي بعضها إلى تكلف الانتقاد والتضليل إذ كان خلد فيها كل سهو بدر منهم لسبب انسلاخه عن الحجة وقلة اهتداء مستعمليها بعدهم إلى المحجة وإنما فعلت ما هو واجب على كل إنسان أن يعمله في صناعته من تقبل اجتهاد من تقدمه بالمنة وتصحيح خلل إن عثر عليه بالحشمة وخاصة فيما يمتنع إدراك صميم الحقيقة فيه من مقادير الحركات وتخليد ما يلوح له فيها تذكرة لمن تأخر عنه بالزمان وأتى بعده وقرنت بكل عمل في كل باب من علله وذاك ما توليت من عمله ما يبعد به المتأمل عن تقليدي فيه ويفتح له باب الاستصواب لما أصبت فيه أو الإصلاح لما زللت عنه أو سهوت في حسابه».

## محتويات الكتاب
يشتمل الكتاب على إحدى عشرة مقالة جاءت موزعة على ثلاثة أجزاء. وقد قسمت كل مقالة إلى عدد من الأبواب، بلغت في مجموعها مائة واثنين وأربعين بابا. فجاء الكتاب على النحو التالي:

### الجزء الأول
وتشمل الخمس مقالات الأولى،- وتتناول هيئة الموجودات الكلية في العالم بإجمال وإيجاز للتوطئة، وعن العالم بكليته كجرم مستدير الشكل، وعن الأثير والعالم المتحرك والعناصر الأربعة، وعن المباحث الستة من كتاب المجسطي، وعن كرية الأرض وكرية السماء، وعن الكسوف . كما تناول في الأبواب الأخرى لهذه المقالة الأيام والشهور وسنة القمر ، وسنة الشمس ، وغير ذلك. ثم يقدم عرضا موجزا لتواريخ الأنبياء، والملوك من عهد سيدنا آدم عليه السلام حتى ملوك عصره وذلك للصلة الوثيقة بينها وبين التقاويم المختلفة والتواريخ المشهورة مع الإشارة إلى أصلها والأسباب التي جعلت منها عيدا دينيا أو مناسبة مشهورة. ثم ينتقل للحديث عن الجوانب النظرية في جداول حساب المثلثات التي تعتمد عليها النظريات والأرصاد والحسابات الفلكية. وينتقل بعد ذلك إلى الناحية التطبيقية فيبين زاوية تقاطع معدل النهار مع منطقة البروج في خط الاستواء ودرجة الكواكب وعرضه، ومعرفة عروض البلدان بارتفاعات الأشخاص وسعة المشارق والمغارب، ودرجة طلوع الكواكب وغروبها ومعرفة الوقت من الليل بقياس الكواكب الثابتة، والماضي من النهار قبل سمت الشمس أو عكسه.

### الجزء الثاني
و يشتمل على أربع مقالات من الخامسة حتى الثامنة. ويتناول فيها المسائل الأرضية المتصلة بالظواهر الفلكية كتعيين خطوط الطول والعرض للبلدان واتجاه مكان بالنسبة لمكان آخر وقياس حجم الأرض أو محيطها وخصائص الكرة السماوية في خطوط العرض المختلفة ووصف موجز لجغرافية الأرض مع جدول لخطوط الطول والعرض جمع فيه ما يزيد على ستمائة بلد ومكان. ثم يتحدث عن كيفية الوقوف على أوقات الاعتدالات وتصور الحركة في الأفلاك التي يظن أنها متقاطعة، وحركة الشمس الوسطى بالطريقة التي استخرجها بها بطليموس ومقدار حركة الأوج ( مصطلح فلكي ) وغير ذلك.
ويتحدث عن حركات القمر وبعد القمر عن الأرض واختلاف منظر القمر، وعن أحوال الكسوف واختلاف مناظره. وكذلك كسوف القمر ومداري البحرين ومنازل القمر.

## النسخ المحققة
طبع كتاب القانون المسعودي لأول مرة بمطبعة مجلس دائرة المعارف العثمانية بحيدر أباد الدكن بالهند عام 1373هـ / 1954 م. ولقد بذلت فيه دائرة المعارف مجهودا ضخما في سبيل طبع هذا الكتاب النفيس حيث بقي في الخفاء مدة طويلة من الزمان وقد تمت المقارنة بين النسخ السبعة والاعتماد على النسخة المخطوطة الرابعة الموجودة في مكتبة بايزيد بإستانبول أساسا للطبع. وتقع هذه الطبعة في ثلاثة أجزاء في نحو ألف وخمسمائة صفحة، عدا المقدمات والفهارس. وقد أعاد تحقيق المقالة الثالثة منه إمام إبراهيم أحمد، ونشرها المجلس الأعلى للشئون الإسلامية بالقاهرة عام 1384 / 1965.